# Nothofagaceae

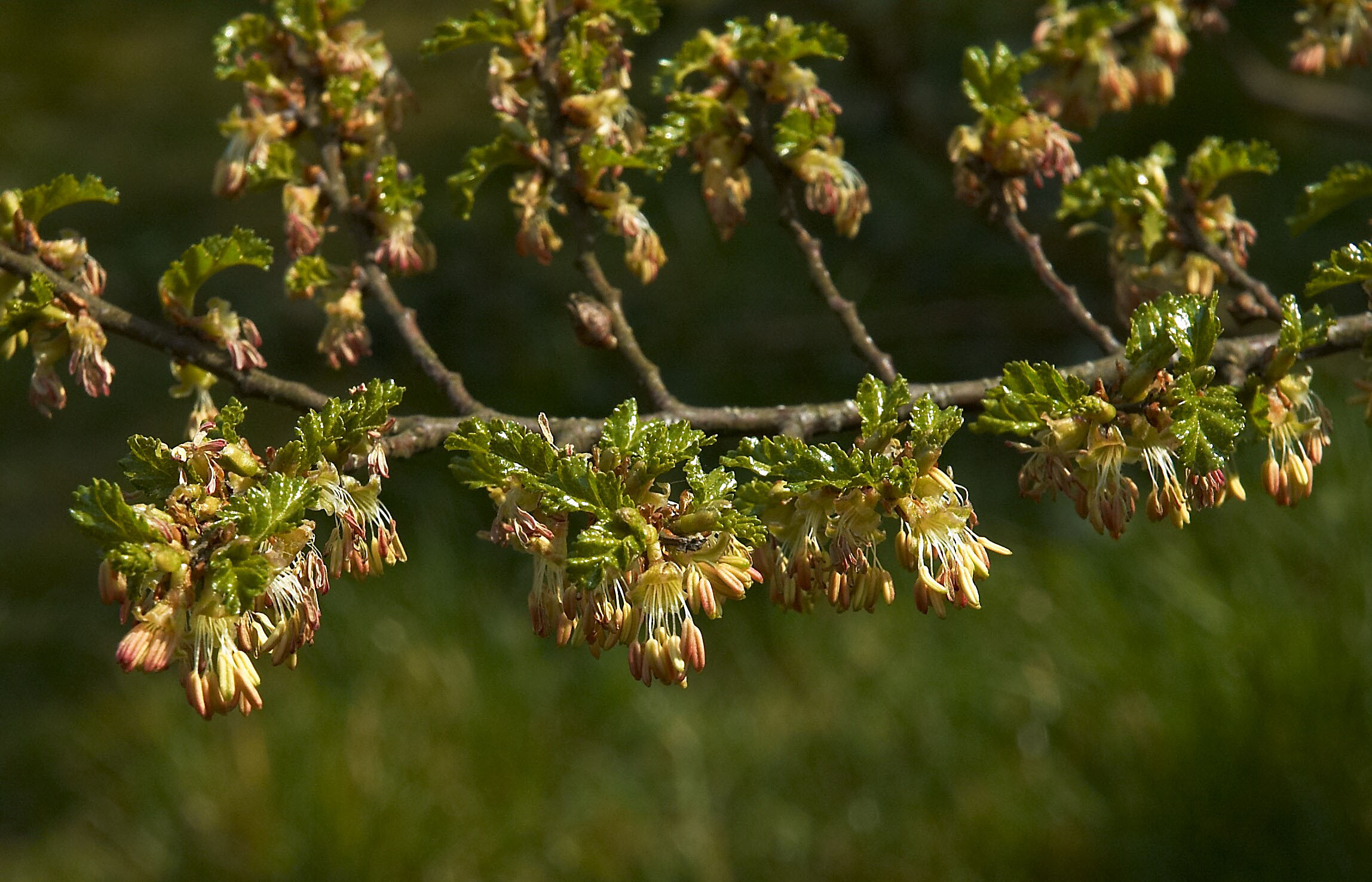
Nothofagus antarctica em flor.

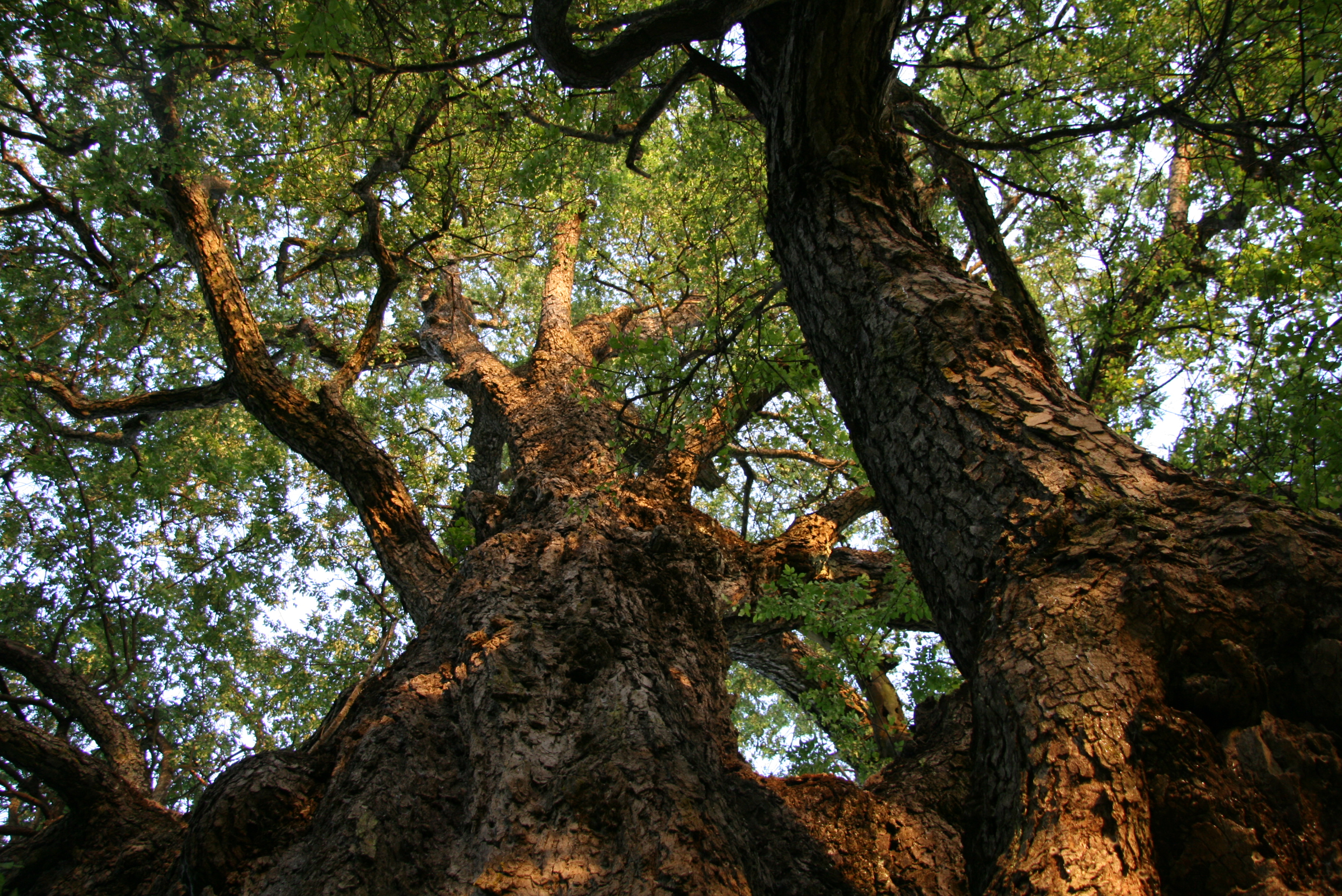
Nothofagus obliqua da América do Sul.

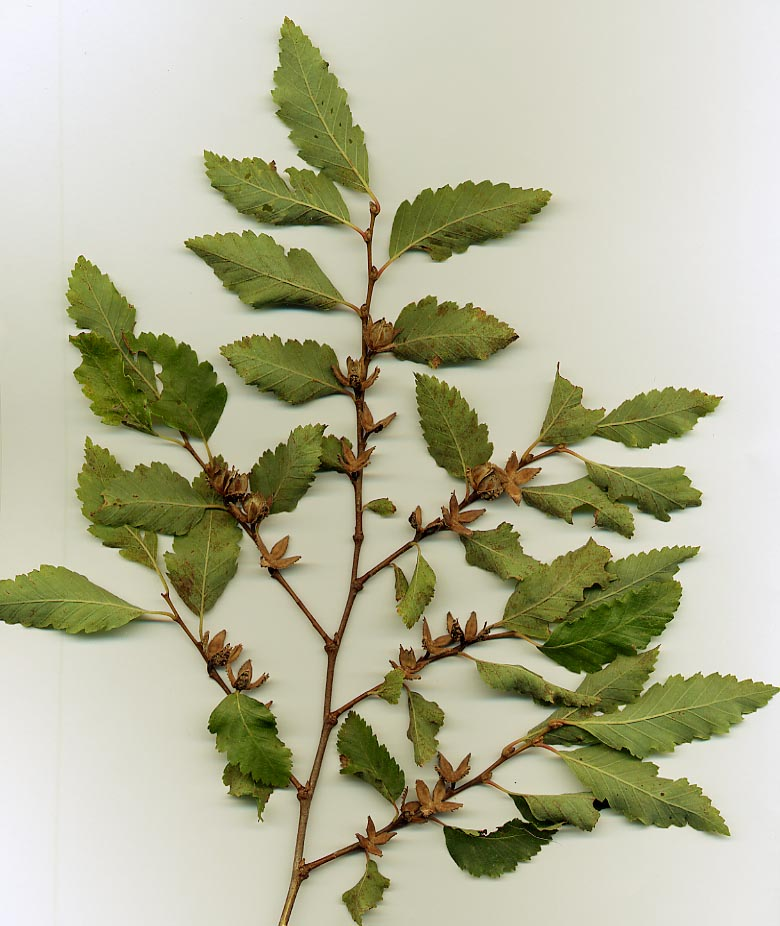
Rebentos, folhas e cúpulas de Nothofagus obliqua.

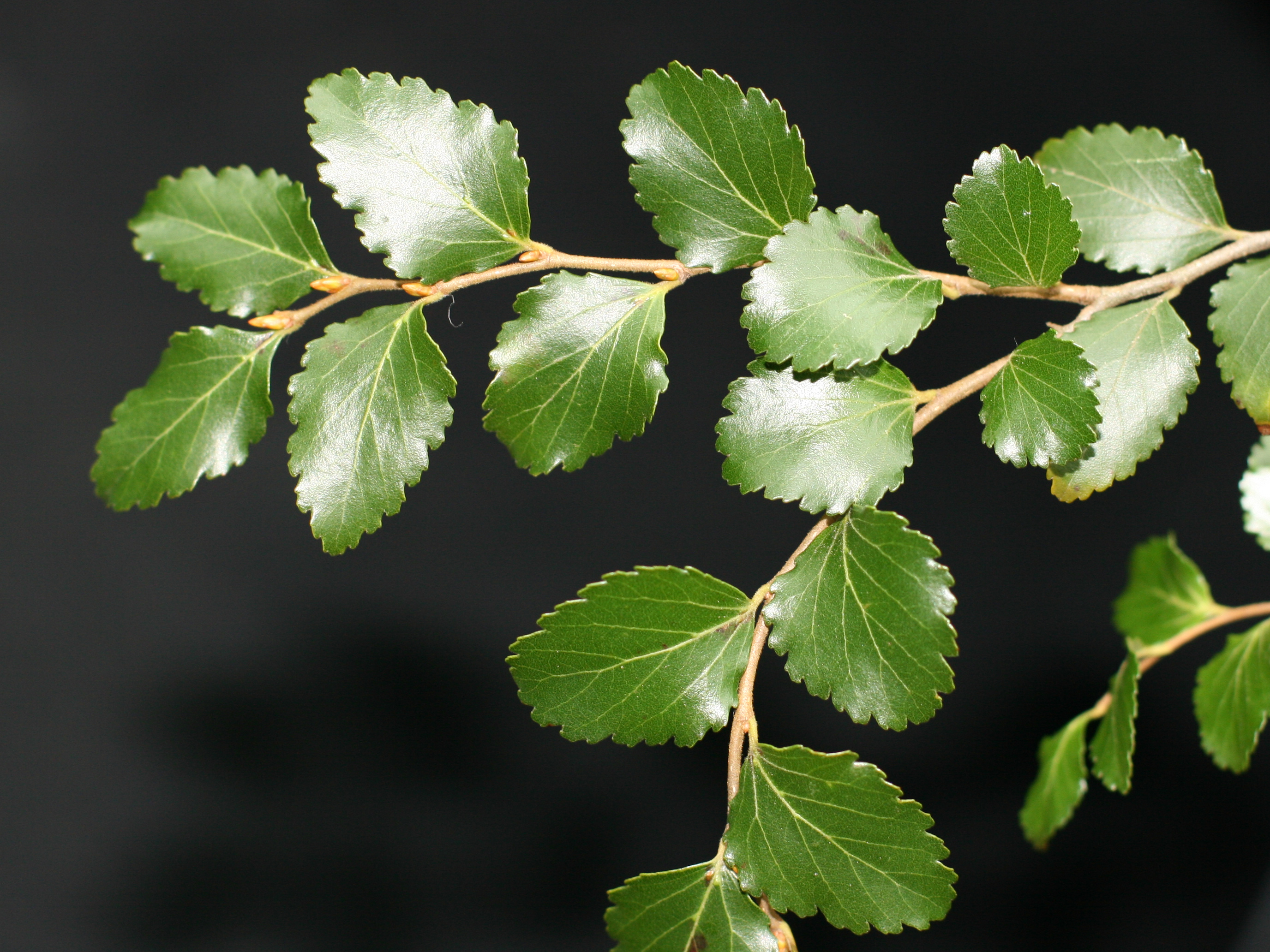
Folhagem de Nothofagus fusca var. colensoi.

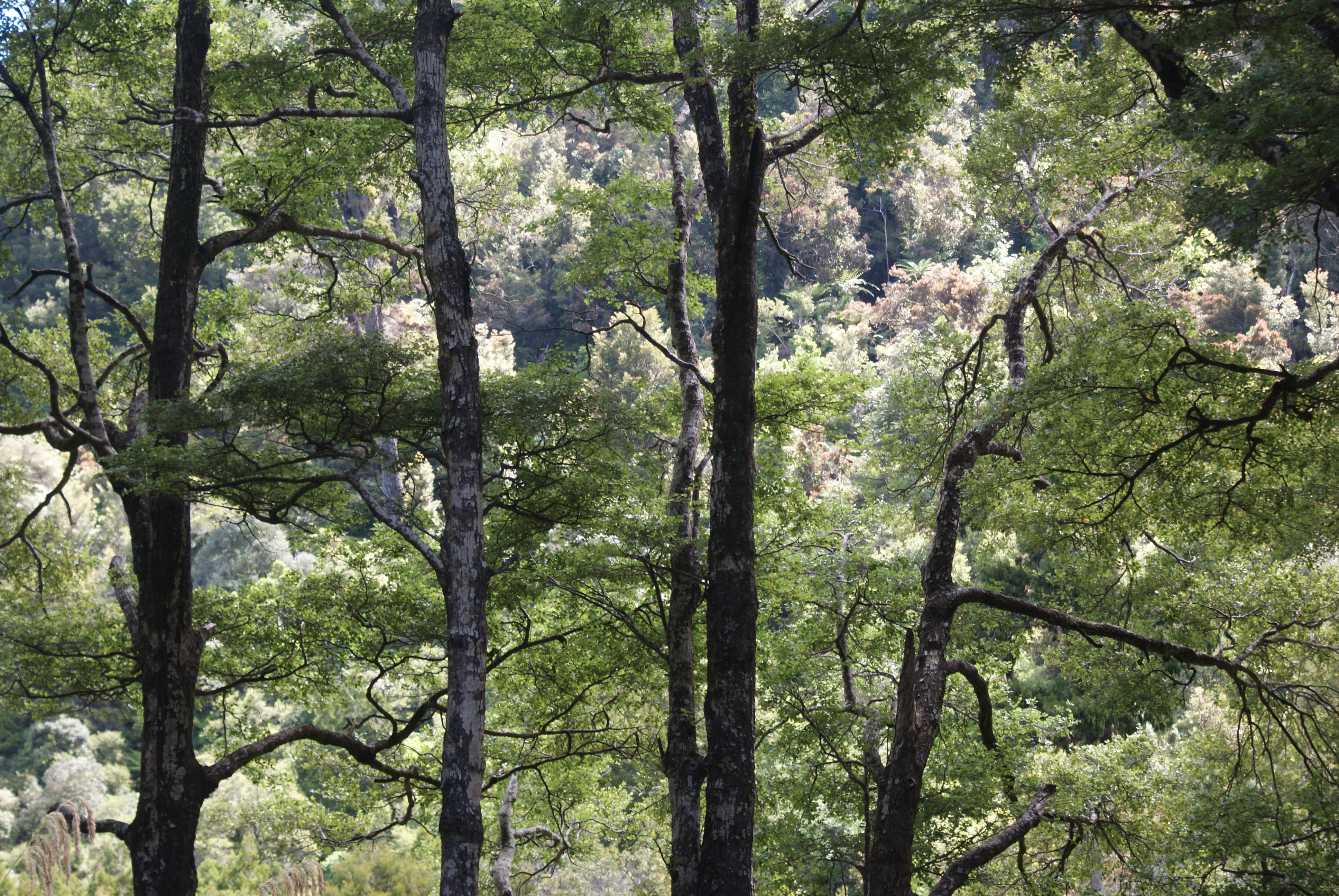
Bosque de Nothofagus na Nova Zelândia

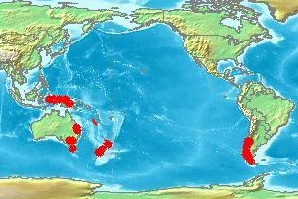
Distribuição de Nothofagus sobre os fragmentos do antigo supercontinente Gondwana: Austrália, Nova Guiné, Nova Zelândia, Nova Caledónia, Argentina e Chile. O registo fóssil mostra que o género se originou naquele supercontinente.

Nothofagaceae é uma família monotípica de plantas com flor da ordem Fagales cujo único género é Nothofagus, um grupo de 43 espécies de árvores e arbustos maioritariamente caducifólios, conhecidos pelo nome comum de faias-austrais, nativos do Hemisfério Sul (Chile, Argentina, leste e sudeste da Austrália, Nova Zelândia, Nova Guiné e Nova Caledónia). Os membros desta família são as espécies dominantes de muitas florestas temperadas dessas regiões, principalmente nas florestas patagónicas, a maior floresta temperada do Hemisfério Sul.

## Descrição
Nothofagus, o único género que integra a família Nothofagaceae, conhecido por faias-do-sul dada a sua semelhança morfológica e ecológica com as faias do Hemisfério Norte, agrupa pelo menos 43 espécies de árvores e arbustos nativos das regiões temperadas e frias do Hemisfério Sul com distribuição natural na América do Sul (Chile, Argentina) e Australásia (leste e sueste da Austrália, Nova Zelândia, Nova Guiné e Nova Caledónia). Algumas das espécies são ecologicamente dominantes nas florestas temperadas dessas regiões, como ocorre com a lenga (Nothofagus pumilio) nos bosques do extremo sul da América do Sul.
Algumas espécies estão naturalizadas na Alemanha e Grã-Bretanha.
As folhas são dentadas ou inteiras, com espécies perenifólias e espécies decíduas. O fruto é pequeno, achatado ou triangular, do tipo noz, agrupado em cúpulas contendo 1-7 sementes.
Todas as espécies integradas nesta família produzem flores pouco visíveis, cujo pólen é disperso pelo vento.
As espécies desta família apresentam uma fitoquímica distinta, tendo sido isolados  triterpenoides com esqueleto de dammarano (dammarano-3,20,24,25-tetrol e o seus ésteres com ácido acético, de Nothofagus pumilio) e oleanano (ácido 2-acetilmalisnico, isolado de Nothofagus dombeyi). Também se obtiveram diversos flavonoides (aromadendrol e ramnoglucósidos de 4′,7-di-hidroxiflavona), chalconas (chalconaringenina) e estilbenos (resveratrol).
Várias espécies de Nothofagus são usadas como plantas alimentícias por larvas de várias espécies de borboletas da família Hepialidae dos género Aenetus, incluindo Aenetus eximia e Aenetus virescens.
Muitas árvores individuais são extremamente velhas e, durante algum tempo, algumas populações foram consideradas como incapazes de se reproduzir sexualmente nas condições actuais em que ocorrem, ficando limitada a reprodução à brotação basal (reprodução assexuada e reprodução clonal), sendo consideradas como florestas remanescentes de um período mais frio. Contudo, a reprodução sexual já foi demonstrado possível.
Embora a família agora ocorra principalmente em ambientes frios, isolados e de alta altitude nas latitudes correspondentes a climas do tipo temperado e tropical, o registo fóssil mostra que os seus membros sobreviveram climas que parecem ter ser muito mais quentes que aqueles em que Nothofagus agora ocorre.
A cada quatro ou seis anos, aproximadamente, as espécies de Nothofagus produzem uma safra mais volumosa de sementes, conhecida na Nova Zelândia por « beech mast». Na Nova Zelândia, este evento provoca um aumento na população de mamíferos introduzidos, como murganhos, ratos e arminhos (Mustela erminea). Quando nos anos imediatos a população de roedores entra em colapso, os arminhos atacam as espécies de aves nativas, muitas das quais estão ameaçadas de extinção.

### Distribuição
O padrão de distribuição desta família em torno da margem sul do Pacífico sugere que a disseminação data da época em que Antárctica, Austrália e América do Sul estavam ligadas numa massa terrestre comum, o supercontinente conhecida por Gondwana. No entanto, a evidência genética obtida pelo uso dos métodos dos relógios moleculares permite argumentar que as espécies hoje presentes na Nova Zelândia e Nova Caledónia evoluíram a partir de espécies que chegaram a essas massas de terra por dispersão através dos oceanos.
Existe incerteza nas datações determinadas por métodos moleculares o que criou incerteza sobra se a expansão de Nothofagus ter derivado da fragmentação do supercontinente Gondwana (ou seja, por vicariância), ou se ocorreu dispersão a longa distância através do oceano. Na América do Sul, o limite norte de expansão da família está localizado no Parque Nacional La Campana e nas Montanhas Vizcachas, localizados na região central do Chile.

## Filogenia e sistemática

### Filogenia
No passado, as espécies que oram integram a família Nothofagaceae foram incluídas na família Fagaceae, mas os estudos filogenéticos revelaram que eram geneticamente distintas, razão pela qual estão agora incluídas na sua própria família.
A aplicação das técnicas da filogenética molecular sugere que Nothofagaceae é o grupo basal das Fagales e mantém as seguintes relações com as restantes famílias que integram aquela ordem:
|  | Myricaceae   |
|  |              |
|  | Juglandaceae |
|  |              |

|  | \| \| Ticodendraceae \| \| \| \| \| \| Betulaceae \| \| \| \| |
|  |                                                               |
|  | Casuarinaceae                                                 |
|  |                                                               |
|  | Ticodendraceae                                                |
|  |                                                               |
|  | Betulaceae                                                    |
|  |                                                               |

|  | Ticodendraceae |
|  |                |
|  | Betulaceae     |
|  |                |

|  | Myricaceae   |
|  |              |
|  | Juglandaceae |
|  |              |

|  | \| \| Ticodendraceae \| \| \| \| \| \| Betulaceae \| \| \| \| |
|  |                                                               |
|  | Casuarinaceae                                                 |
|  |                                                               |
|  | Ticodendraceae                                                |
|  |                                                               |
|  | Betulaceae                                                    |
|  |                                                               |

|  | Ticodendraceae |
|  |                |
|  | Betulaceae     |
|  |                |

|  | Myricaceae   |
|  |              |
|  | Juglandaceae |
|  |              |

|  | \| \| Ticodendraceae \| \| \| \| \| \| Betulaceae \| \| \| \| |
|  |                                                               |
|  | Casuarinaceae                                                 |
|  |                                                               |
|  | Ticodendraceae                                                |
|  |                                                               |
|  | Betulaceae                                                    |
|  |                                                               |

|  | Ticodendraceae |
|  |                |
|  | Betulaceae     |
|  |                |

|  | Myricaceae   |
|  |              |
|  | Juglandaceae |
|  |              |

|  | \| \| Ticodendraceae \| \| \| \| \| \| Betulaceae \| \| \| \| |
|  |                                                               |
|  | Casuarinaceae                                                 |
|  |                                                               |
|  | Ticodendraceae                                                |
|  |                                                               |
|  | Betulaceae                                                    |
|  |                                                               |

|  | Ticodendraceae |
|  |                |
|  | Betulaceae     |
|  |                |

|  | Myricaceae   |
|  |              |
|  | Juglandaceae |
|  |              |

|  | \| \| Ticodendraceae \| \| \| \| \| \| Betulaceae \| \| \| \| |
|  |                                                               |
|  | Casuarinaceae                                                 |
|  |                                                               |
|  | Ticodendraceae                                                |
|  |                                                               |
|  | Betulaceae                                                    |
|  |                                                               |

|  | Ticodendraceae |
|  |                |
|  | Betulaceae     |
|  |                |

|  | Myricaceae   |
|  |              |
|  | Juglandaceae |
|  |              |

|  | \| \| Ticodendraceae \| \| \| \| \| \| Betulaceae \| \| \| \| |
|  |                                                               |
|  | Casuarinaceae                                                 |
|  |                                                               |
|  | Ticodendraceae                                                |
|  |                                                               |
|  | Betulaceae                                                    |
|  |                                                               |

|  | Ticodendraceae |
|  |                |
|  | Betulaceae     |
|  |                |

|  | Myricaceae   |
|  |              |
|  | Juglandaceae |
|  |              |

|  | \| \| Ticodendraceae \| \| \| \| \| \| Betulaceae \| \| \| \| |
|  |                                                               |
|  | Casuarinaceae                                                 |
|  |                                                               |
|  | Ticodendraceae                                                |
|  |                                                               |
|  | Betulaceae                                                    |
|  |                                                               |

|  | Ticodendraceae |
|  |                |
|  | Betulaceae     |
|  |                |

|  | Myricaceae   |
|  |              |
|  | Juglandaceae |
|  |              |

|  | \| \| Ticodendraceae \| \| \| \| \| \| Betulaceae \| \| \| \| |
|  |                                                               |
|  | Casuarinaceae                                                 |
|  |                                                               |
|  | Ticodendraceae                                                |
|  |                                                               |
|  | Betulaceae                                                    |
|  |                                                               |

|  | Ticodendraceae |
|  |                |
|  | Betulaceae     |
|  |                |

|  | Myricaceae   |
|  |              |
|  | Juglandaceae |
|  |              |

|  | \| \| Ticodendraceae \| \| \| \| \| \| Betulaceae \| \| \| \| |
|  |                                                               |
|  | Casuarinaceae                                                 |
|  |                                                               |
|  | Ticodendraceae                                                |
|  |                                                               |
|  | Betulaceae                                                    |
|  |                                                               |

|  | Ticodendraceae |
|  |                |
|  | Betulaceae     |
|  |                |

|  | Myricaceae   |
|  |              |
|  | Juglandaceae |
|  |              |

|  | \| \| Ticodendraceae \| \| \| \| \| \| Betulaceae \| \| \| \| |
|  |                                                               |
|  | Casuarinaceae                                                 |
|  |                                                               |
|  | Ticodendraceae                                                |
|  |                                                               |
|  | Betulaceae                                                    |
|  |                                                               |

|  | Ticodendraceae |
|  |                |
|  | Betulaceae     |
|  |                |

|  | Myricaceae   |
|  |              |
|  | Juglandaceae |
|  |              |

|  | \| \| Ticodendraceae \| \| \| \| \| \| Betulaceae \| \| \| \| |
|  |                                                               |
|  | Casuarinaceae                                                 |
|  |                                                               |
|  | Ticodendraceae                                                |
|  |                                                               |
|  | Betulaceae                                                    |
|  |                                                               |

|  | Ticodendraceae |
|  |                |
|  | Betulaceae     |
|  |                |

|  | Myricaceae   |
|  |              |
|  | Juglandaceae |
|  |              |

|  | \| \| Ticodendraceae \| \| \| \| \| \| Betulaceae \| \| \| \| |
|  |                                                               |
|  | Casuarinaceae                                                 |
|  |                                                               |
|  | Ticodendraceae                                                |
|  |                                                               |
|  | Betulaceae                                                    |
|  |                                                               |

|  | Ticodendraceae |
|  |                |
|  | Betulaceae     |
|  |                |

|  | Myricaceae   |
|  |              |
|  | Juglandaceae |
|  |              |

|  | \| \| Ticodendraceae \| \| \| \| \| \| Betulaceae \| \| \| \| |
|  |                                                               |
|  | Casuarinaceae                                                 |
|  |                                                               |
|  | Ticodendraceae                                                |
|  |                                                               |
|  | Betulaceae                                                    |
|  |                                                               |

|  | Ticodendraceae |
|  |                |
|  | Betulaceae     |
|  |                |

|  | Myricaceae   |
|  |              |
|  | Juglandaceae |
|  |              |

|  | \| \| Ticodendraceae \| \| \| \| \| \| Betulaceae \| \| \| \| |
|  |                                                               |
|  | Casuarinaceae                                                 |
|  |                                                               |
|  | Ticodendraceae                                                |
|  |                                                               |
|  | Betulaceae                                                    |
|  |                                                               |

|  | Ticodendraceae |
|  |                |
|  | Betulaceae     |
|  |                |

|  | Myricaceae   |
|  |              |
|  | Juglandaceae |
|  |              |

|  | \| \| Ticodendraceae \| \| \| \| \| \| Betulaceae \| \| \| \| |
|  |                                                               |
|  | Casuarinaceae                                                 |
|  |                                                               |
|  | Ticodendraceae                                                |
|  |                                                               |
|  | Betulaceae                                                    |
|  |                                                               |

|  | Ticodendraceae |
|  |                |
|  | Betulaceae     |
|  |                |

|  | Myricaceae   |
|  |              |
|  | Juglandaceae |
|  |              |

|  | \| \| Ticodendraceae \| \| \| \| \| \| Betulaceae \| \| \| \| |
|  |                                                               |
|  | Casuarinaceae                                                 |
|  |                                                               |
|  | Ticodendraceae                                                |
|  |                                                               |
|  | Betulaceae                                                    |
|  |                                                               |

|  | Ticodendraceae |
|  |                |
|  | Betulaceae     |
|  |                |

O género apresenta um rico registo fóssil de folhas, de cúpulas e pólen, com fósseis que recuam até ao final do período Cretáceo em depósitos da Austrália, Nova Zelândia, Antárctica e América do Sul.

### Sistemática
O género Nothofagus foi descrito por Carl Ludwig Blume e publicado em Museum Botanicum 1: 307. 1850,. tendo como espécie tipo Nothofagus antarctica (G.Forst.) Oerst. A etimologia do nome genérico Nothofagus deriva de notho = "falso" e fagus = "faia", ou seja, "falsa faia".
Na sua presente circunscrição taxonómica, o género está subdividido nos seguintes subgéneros:
- Subgénero Brassospora - tipo N. brassi (ou género Trisyngyne[24])[25]
  - Nothofagus aequilateralis (Nova Caledónia)
  - Nothofagus balansae (Nova Caledónia)
  - Nothofagus baumanniae (Nova Caledónia)
  - Nothofagus brassii (Nova Guiné)
  - Nothofagus carrii (Nova Guiné)
  - Nothofagus codonandra (Nova Caledónia)
  - Nothofagus crenata (Nova Guiné)
  - Nothofagus discoidea (Nova Caledónia)
  - Nothofagus flaviramea (Nova Guiné)
  - Nothofagus grandis (Nova Guiné)
  - Nothofagus nuda (Nova Guiné)
  - Nothofagus perryi (Nova Guiné)
  - Nothofagus pseudoresinosa (Nova Guiné)
  - Nothofagus pullei (Nova Guiné)
  - Nothofagus resinosa (Nova Guiné)
  - Nothofagus rubra (Nova Guiné)
  - Nothofagus starkenborghii (Nova Guiné)
  - Nothofagus stylosa (Nova Guiné)
  - Nothofagus womersleyi (Nova Guiné)
  - Nothofagus mucronata (extinto) (Tasmânia, Oligoceno inferior)[20]
  - Nothofagus serrata (extinto) (Tasmânia, Oligocene inferior)[20]
  - Nothofagus balfourensis (extinto) (Tasmânia, Oligocene tardio - Mioceno inferior)[20]
  - Nothofagus cooksoniae (extinto) (Tasmânia, Oligoceno inferior)[20]
  - Nothofagus peduncularis (extinto) (Tasmânia, Oligoceno inferior)[20]
  - Nothofagus robusta (extinto) (Tasmânia, Oligoceno inferior)[20]
  - Nothofagus smithtonensis (extinto) (Tasmânia, Oligoceno inferior)[20]
  - Nothofagus palustris (extinto) (Nova Zelândia, Oligoceno tardio - Mioceno inferior)

- Subgénero Fuscospora - tipo N. fusca (ou género Fuscospora[24])
  - Nothofagus alessandri (centro do Chile)
  - Nothofagus fusca (Nova Zelândia)
  - Nothofagus gunnii (Tasmânia)
  - Nothofagus solandri (Nova Zelândia)
  - Nothofagus truncata (Nova Zelândia)
  - Nothofagus cethanica (extinto) (Tasmânia, Oligoceno inferior)[20]

- Subgénero Lophozonia - tipo N. menziesii (ou género Lophozonia[24])
  - Nothofagus alpina (=N. procera) (Central Chile/Argentina)
  - Nothofagus cunninghamii (Austrália: Victoria, Tasmânia)
  - Nothofagus glauca (centro do Chile)
  - Nothofagus leonii (centro do Chile), (provavelmente um híbrido entre N. glauca e N. oblicua)[26]
  - Nothofagus macrocarpa (centro do Chile, prov. Argentina)
  - Nothofagus menziesii (Nova Zelândia)
  - Nothofagus moorei (Austrália: New South Wales, Queensland)
  - Nothofagus obliqua (Chile/Argentina)
  - Nothofagus smithtonensis (extinto) (Tasmânia, Oligoceno inferior)[20]
  - Nothofagus muelleri (extinto) (New South Wales, Eoceno tardio)[20]
  - Nothofagus novae-zealandiae (extinto) (Nova Zelândia, Mioceno médio a tardio)[20]
  - Nothofagus pachyphylla (extinto) (Tasmânia, Pleistoceno inferior)[27]
  - Nothofagus tasmanica (extinto) (Tasmânia, Eoceno - Oligoceno inferior)[20]

- Subgénero Nothofagus - tipo N. antarctica
  - Nothofagus antarctica (sul da Argentina e Chile)
  - Nothofagus betuloides (sul da Argentina e Chile)
  - Nothofagus dombeyi (centro do Chile e Patagónia andina - Argentina)
  - Nothofagus nitida (sul do Chile e provavelmente Argentina)
  - Nothofagus pumilio (Argentina/Chile)
  - Nothofagus lobata (extinto) (Tasmânia, Oligoceno inferior)[20]
  - Nothofagus bulbosa (extinto) (Tasmânia, Oligoceno inferior)[20]

- Incertae sedis
  - Nothofagus beardmorensis (extinto) (Antárctica, com 3 Ma (milhões de anos) ou cerca de 15 Ma de idade).[28]

A classificação das Nothofagaceae em géneros foi recentemente proposta para revisão, com a elevação dos quatro subgéneros ao nível taxonómico de género.  Contudo, a subdivisão não é considerada taxonomicamente essencial, não tendo merecido aceitação generalizada fora da Nova Zelândia.

## Galeria

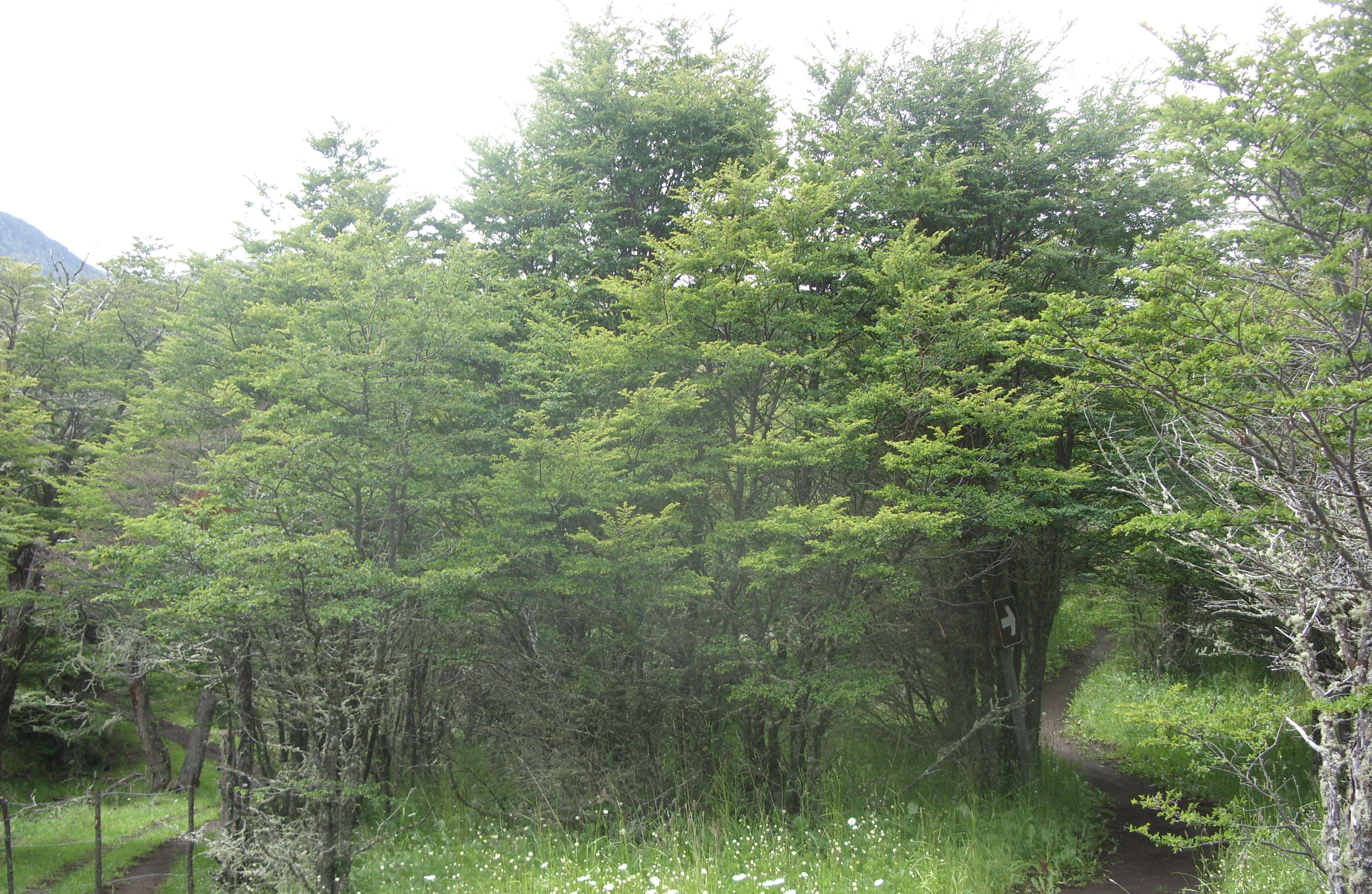
Nothofagus antarctica.
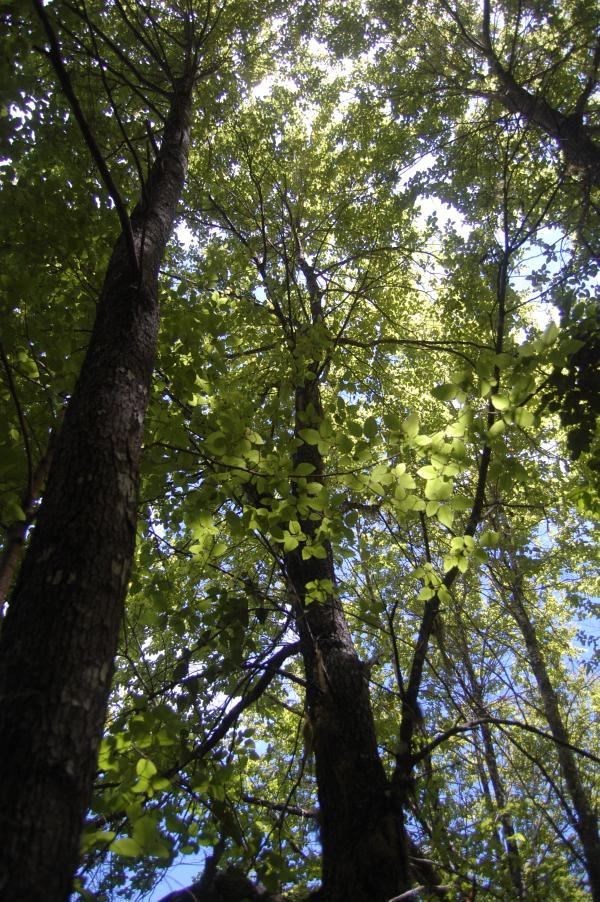
Nothofagus alessandri.
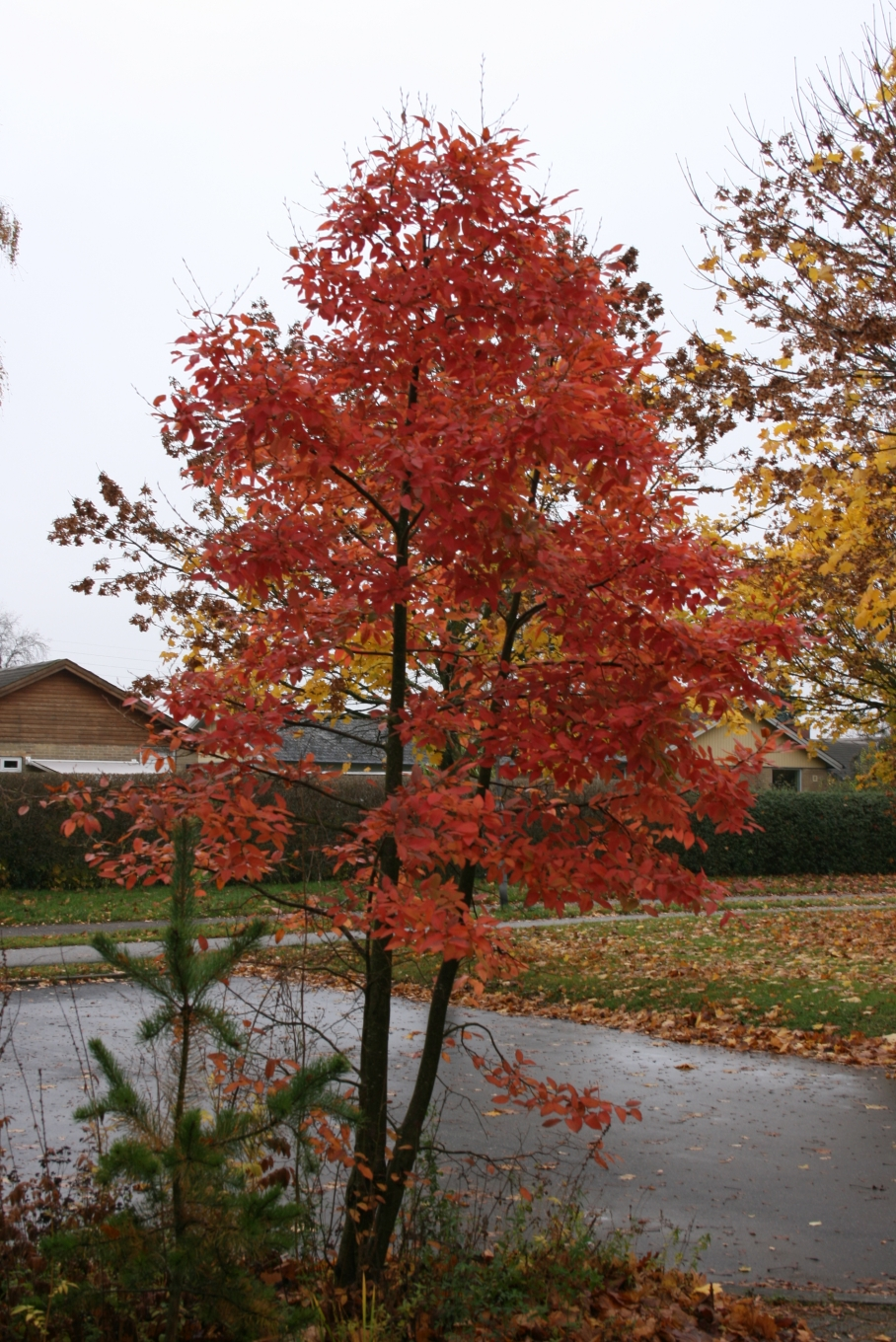
Nothofagus alpina.
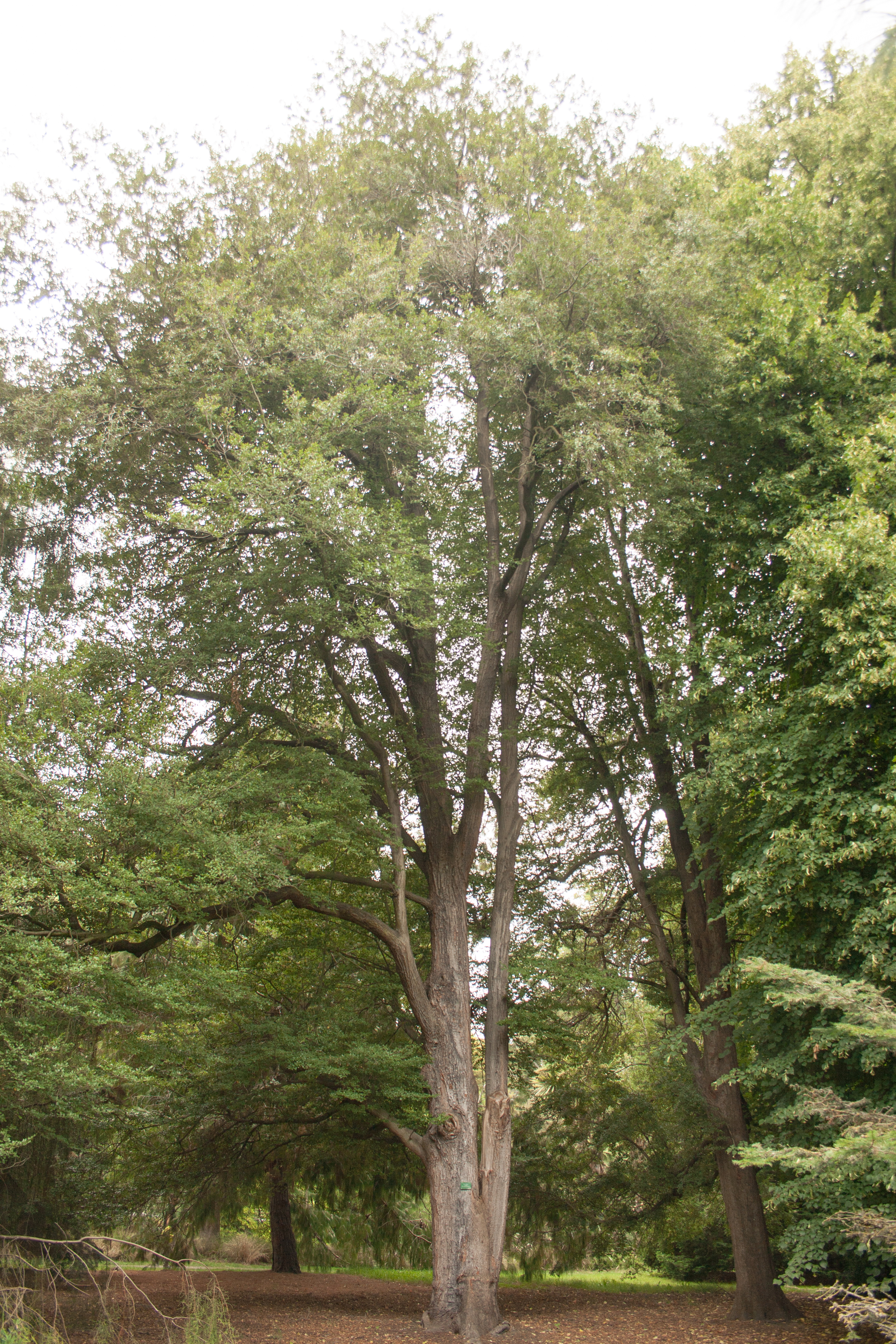
Nothofagus fusca.
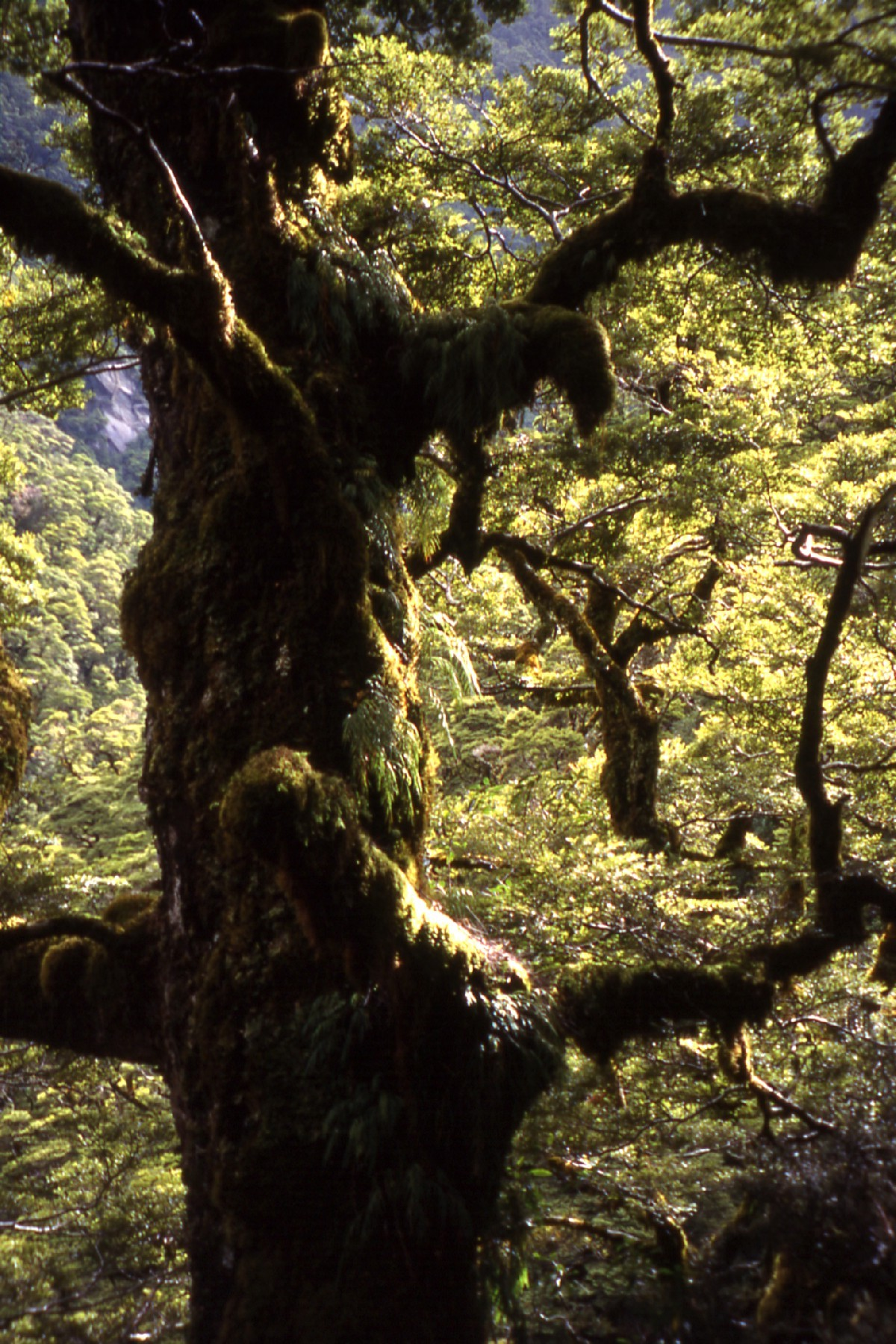
Nothofagus menziesii.
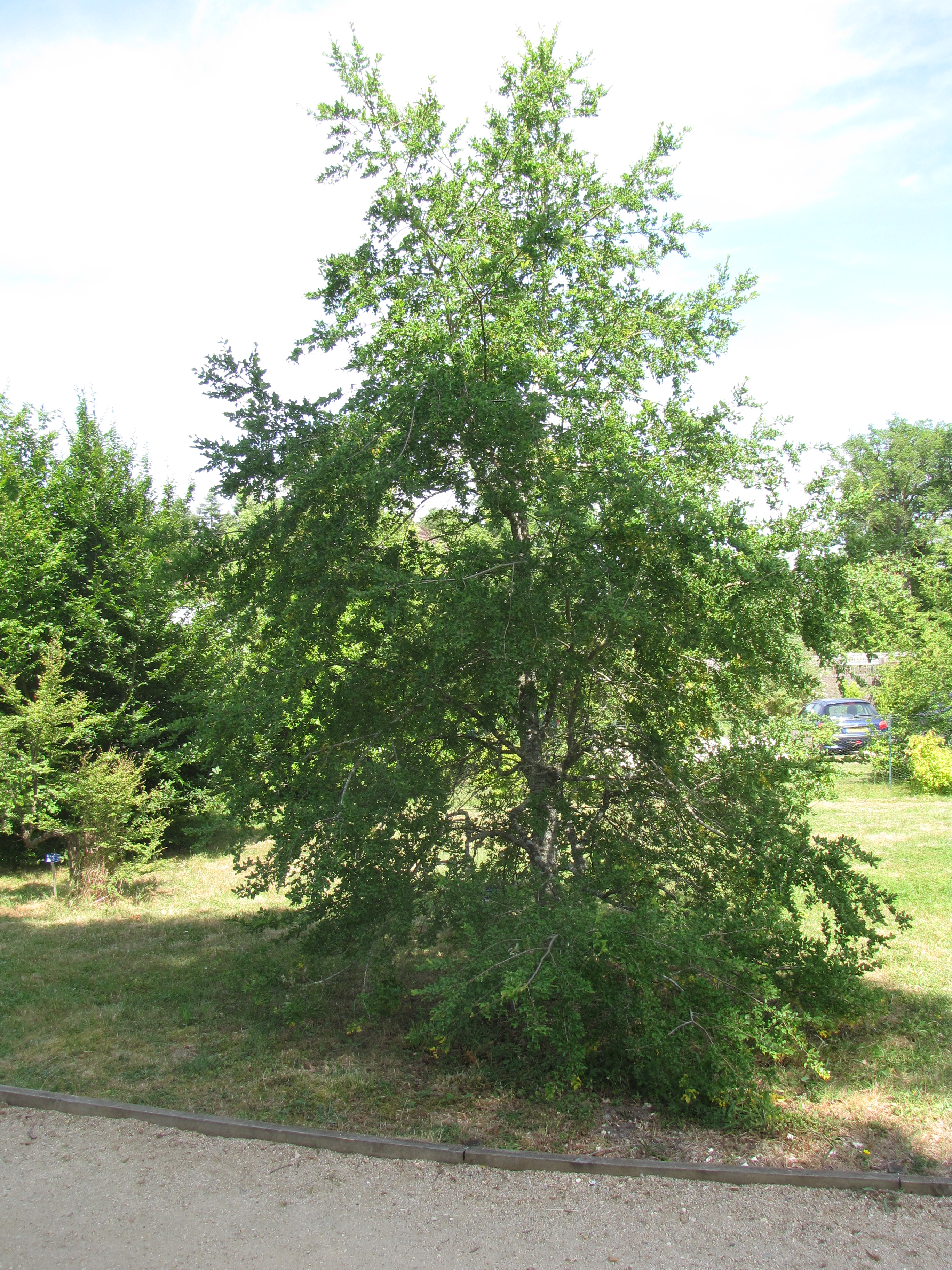
Nothofagus obliqua.
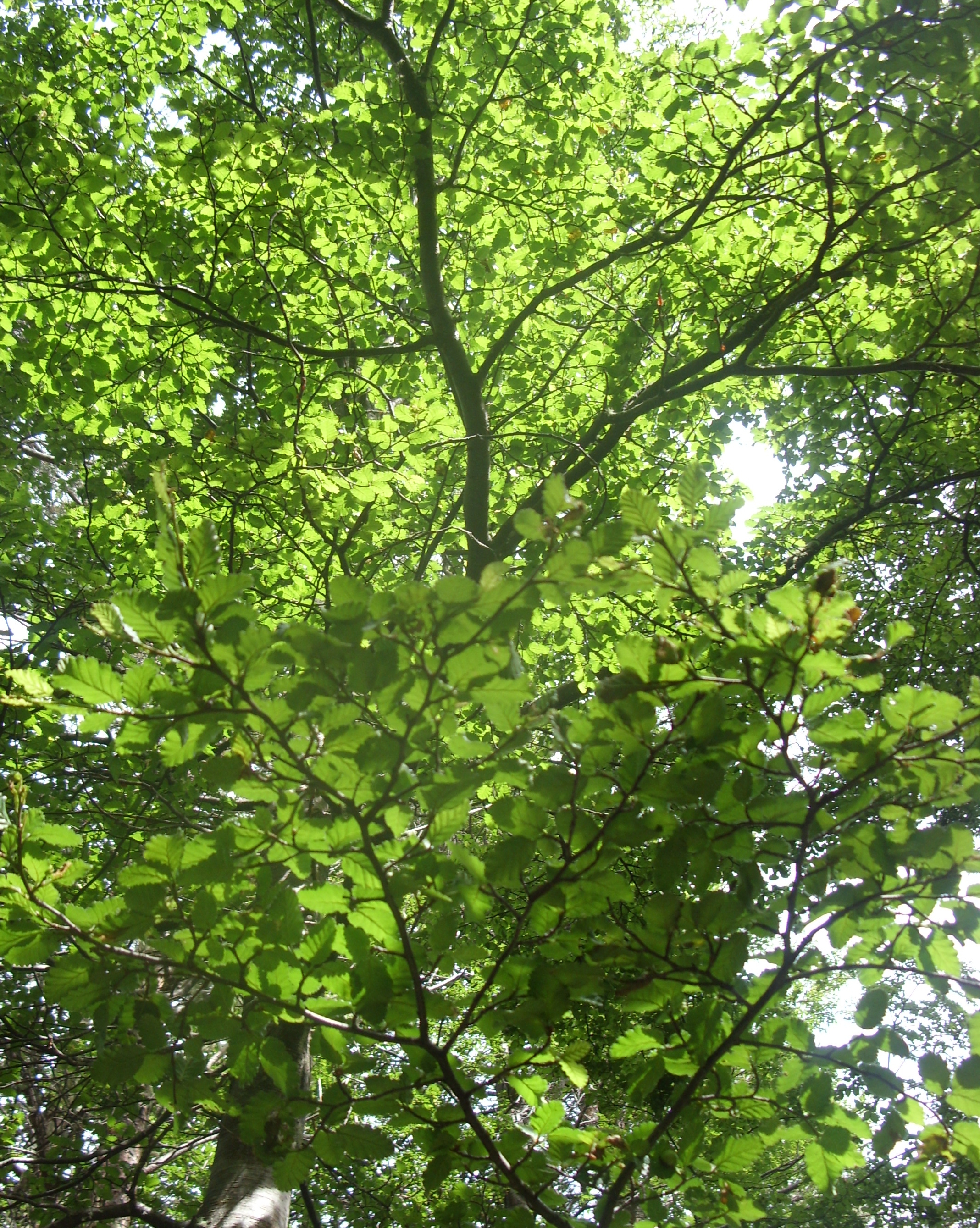
Nothofagus pumilo.
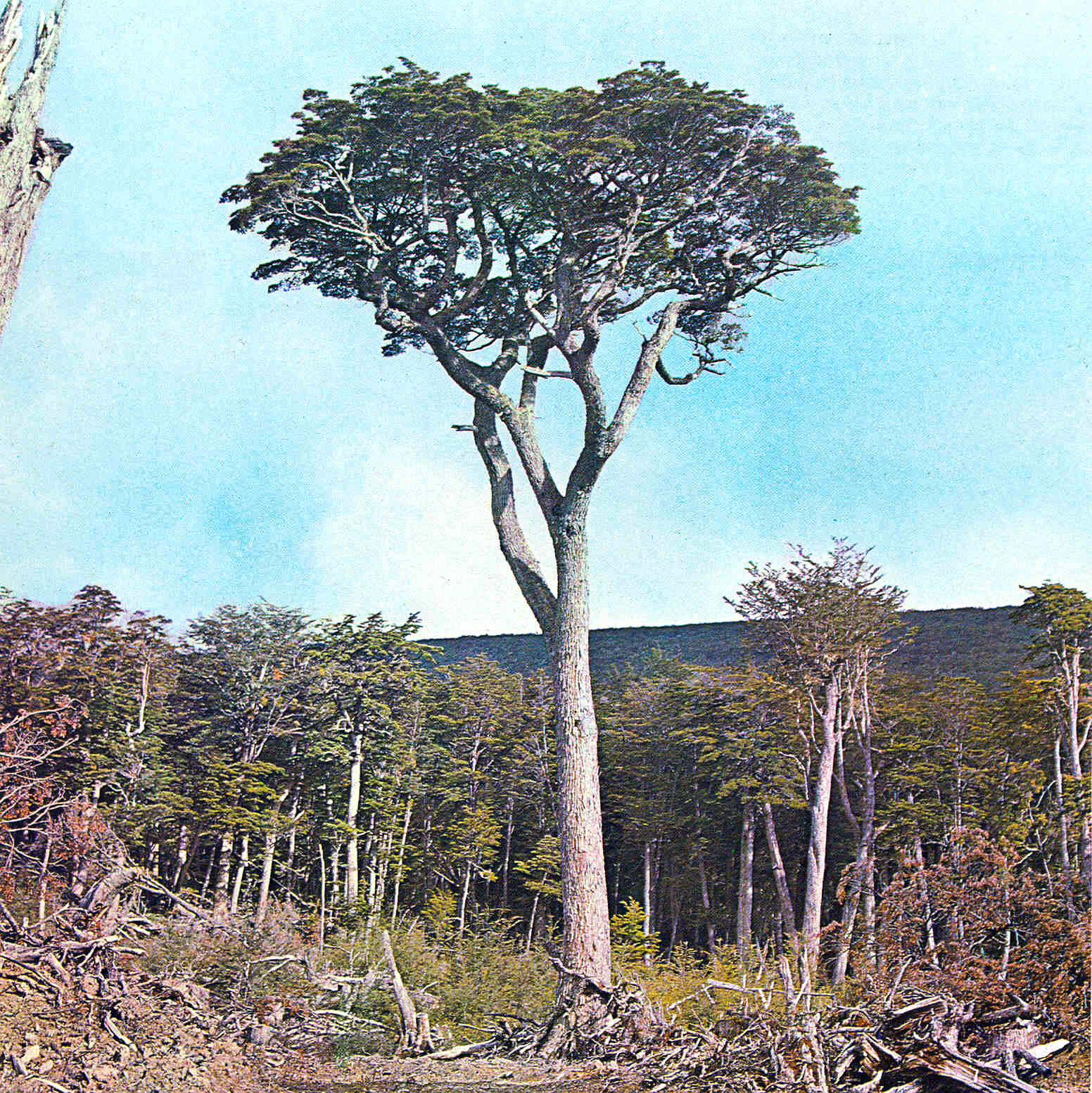
Nothofagus betuloides.
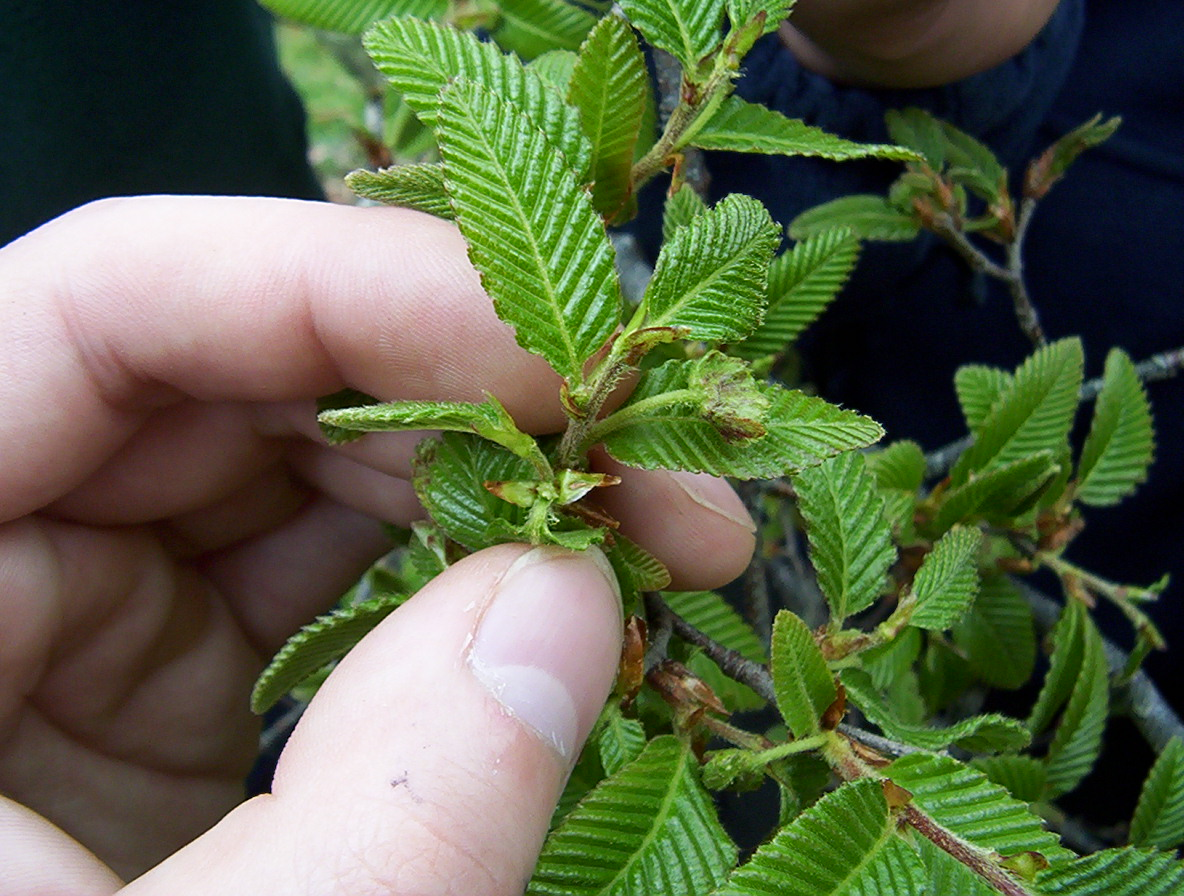
Ramo com inflorescência feminina de rauli (Nothofagus alpina).
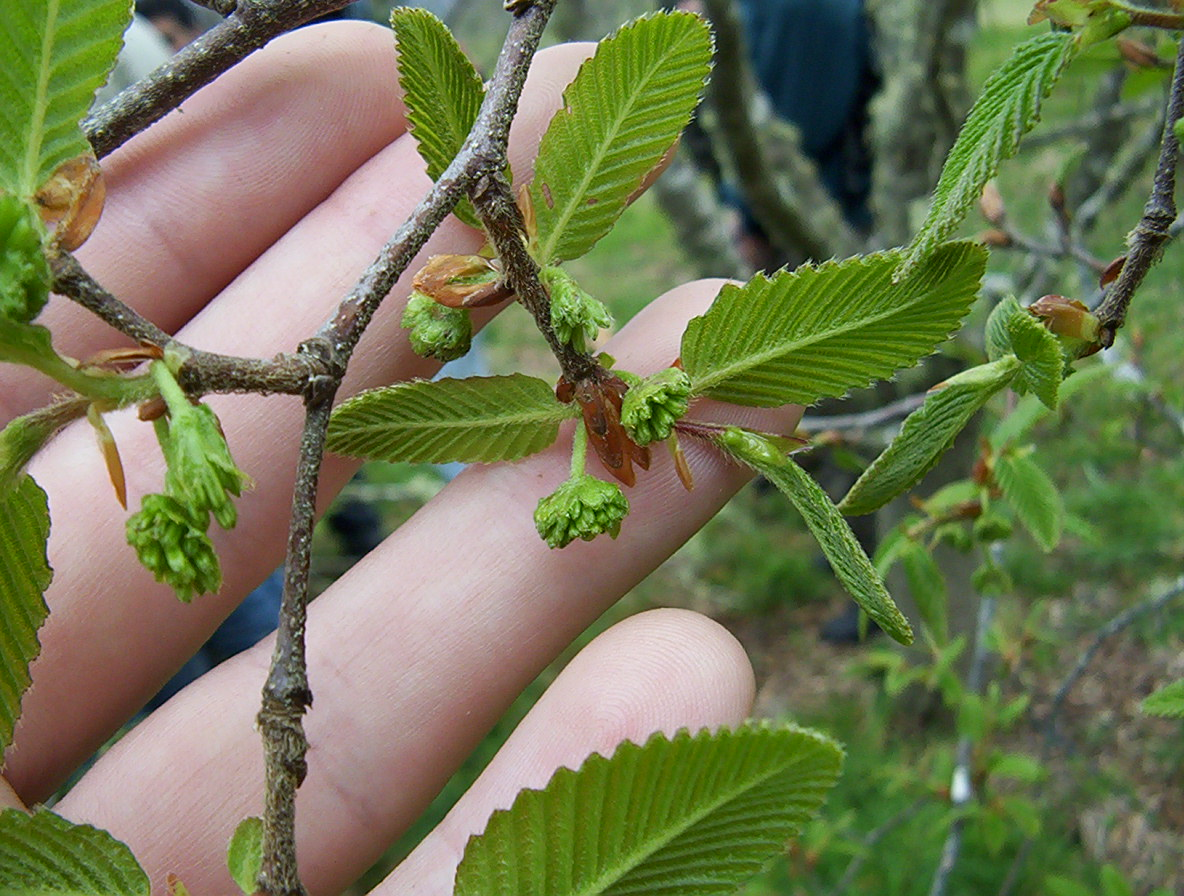
Ramo com inflorescência masculina de rauli (Nothofagus alpina).